# Muraltia macropetala
Muraltia macropetala är en jungfrulinsväxtart som beskrevs av William Henry Harvey. Muraltia macropetala ingår i släktet Muraltia och familjen jungfrulinsväxter. Inga underarter finns listade i Catalogue of Life.